# Romano Baratta
Romano Baratta (Foggia, 1979) è un artista e designer italiano, conosciuto per le sue installazioni di Light art.
Nel 2017 è stato premiato ed inserito nella lista dei migliori lighting designer under 40 al mondo.

## Biografia

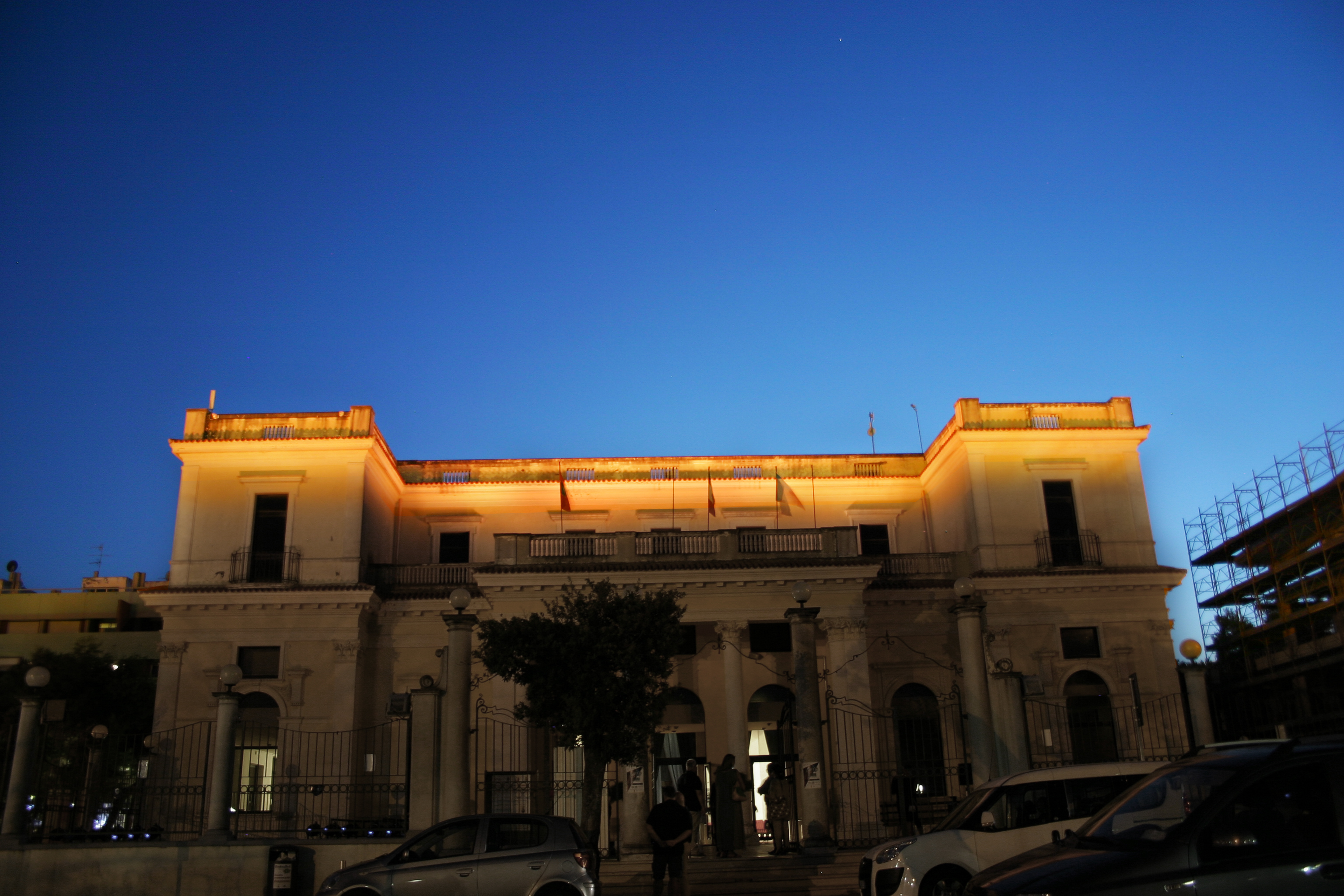
Installazione False Sunset sul Mare Adriatico presso il Kursaal di Giulianova

Nato a Foggia, dopo aver frequentato l'Istituto d'arte a Foggia, nel 1998 si trasferisce a Milano, dove si laurea in scenografia all'Accademia di Belle Arti di Brera.
Nel 2004 si specializza in questo campo frequentando un master post laurea in Lighting design.
Per Romano Baratta la luce è manifestazione pura della luce che diviene oggetto e soggetto dell’intervento artistico come forma d’arte contemporanea. La sua ricerca si basa sull’interazione e lo sviluppo dei nuovi linguaggi e sull’evoluzione dell’illuminazione negli ambienti.
La sua prima installazione di luce risale al 2001. Si afferma nel 2015 con il "False Sunset", che consiste nel ricreare il riflesso solare del tramonto identico a quello reale dove però non è possibile, ovvero, sulle coste del Mare Adriatico, dove il sole sorge. Il tramonto impossibile è stato eseguito sulla facciata dell'antico lido di Giulianova il Kursaal. 
Ha effettuato installazioni alla Biennale di Venezia (LIGHT#8. Venetian Excitement. Mobile Pavillion Byblios Art Gallery 2007), ad Artissima a Torino (LIGHT#9. Daniela’s Freedom. Or the crisis of the 2008. 2008), all’Ordine degli Architetti di Varese (LIGHT#13. The Sense of Colours (for Gilda). 2011), alla Design Week di Milano (LIGHT#16. Luminous Climate and Anthro-psychology Light. 2013) al Kursaal di Giulianova (LIGHT#20. Sunmoonarchitecture. [False Sunset] 2015).
Ricercatore e docente di Lighting Design presso l'Accademia di Belle Arti di Novara.